# امباجی
امباجی (به انگلیسی: Ambaji) یک منطقهٔ مسکونی در هند است که در گجرات واقع شده‌است.

## خصوصیات
امباجی ۱۳٬۷۰۲ نفر جمعیت دارد.